# Альянса (футбольный клуб, Панама)
«Альянса» (исп. El Alianza Fútbol Club) — панамский футбольный клуб из города Панама. В настоящий момент выступает в Лиге Панаменья, сильнейшем дивизионе Панамы с сезона 1998/1999.

## История
Альянса Ф. К. был основан 2 марта 1963 года (самый старый Панамский футбольный клуб после Пласа Амадор) группой, состоящей из 12-ти молодых игроков, которые представляли Панаму в первом розыгрыше Молодёжного Чемпионата КОНКАКАФ. Под руководством Дона Джастиниано Карденаса, команда заняла 1-е место во Втором Дивизионе летом 1963 года и во второй раз в 1968 году.
В 1960-х, клуб существовал с поддержкой местных влиятельных людей, как шеф местного департамента полицейского отдела и Дона Джастиниано Карденаса, собравших достаточно средств для дальнейших выступлений команды.
В 1970-х в клуб, включая вышеупомянутых инвесторов, начали вкладывать свои средства компания «Эспивак» и лично её владелец — господин Хосе Вайнберг.
В 1980 году, основной состав команды стал одним из восьми участников Liga No Afcionada de Futbol, на тот момент вершины Панамской системы лиг. На протяжении 80-х, клуб рос и в него вкладывалось больше средств от спонсоров. Появилась молодёжная команда игроков до 19-ти лет, которая участвовала в Distritorial League в течение 25 с лишним лет. Клуб был одним из основателей Первой Молодёжной Лиги в районе города Панама. (1980) Молодёжная команда с тех пор играла в высшем дивизионе своего округа, в то время, как основной состав начал участвовать в Высшей Лиге ANAPROF, но по политическим причинам, в 1993 году он был исключён из состава лиги. Клуб возродился не без помощи местной проблемной молодёжи. 26 июля 1993 года была создана детско-юношеская команда имени Дона Джастиниано Карденаса, внесшего свой значительный вклад в создание команды.
В 1996 году команда играла в LINFVNA лиге — конкуренте Высшей Лиги ANAPROF. Через два сезона, клуб вернулся в Primera A of ANAPROF, где он повысился в классе после победы над Атлетико Гуалупесо со счётом 1-0. С 1996 года клуб имел свои команды на следующих уровнях: U-12, U-14 и U-15 (U-15 в первом сезоне выиграл свой чемпионат) В 2001 году подразделения клуба расширились, к ним добавились: U-16 и U-19.
Лучшим выступлением команды в истории является сезон-2003, где они достигли финала Клаусуры, проиграв 1-5 клубу Тауро. Лучшим бомбардиром команды является Сезар «el Bombo» Медина.